# 堀口勲
堀口 勲（ほりぐち いさお、1931年3月1日 - 2016年12月15日）は、日本の経営者。中国放送社長、会長を務めた。

## 経歴
広島県広島市出身。1953年に広島大学工学部工業経営科を卒業し、同年に中国新聞社に入社。
1980年3月に取締役に就任し、1984年に常務を経て、1990年12月に広島市長選挙に出馬した平岡敬社長に代わり、中国放送社長に就任。1999年6月から2002年6月までに会長を務めた。
2002年11月に勲三等瑞宝章を受章。